# Vale de Cavalos
Vale de Cavalos is een plaats (freguesia) in de Portugese gemeente Chamusca en telt 1 256 inwoners (2001).